# Liste der Kreisstraßen im Landkreis Spree-Neiße
Die Liste der Kreisstraßen im Landkreis Spree-Neiße ist eine Auflistung der Kreisstraßen im brandenburgischen Landkreis Spree-Neiße.

## Abkürzungen
- K: Kreisstraße
- L: Landesstraße

## Liste
Die Kreisstraßen behalten die ihnen zugewiesene Nummer nicht bei einem Wechsel in einen anderen Landkreis oder in eine kreisfreie Stadt. Nicht vorhandene bzw. nicht nachgewiesene Kreisstraßen werden in Kursivdruck gekennzeichnet, ebenso Straßen und Straßenabschnitte, die unabhängig vom Grund (Herabstufung zu einer Gemeindestraße oder Höherstufung) keine Kreisstraßen mehr sind.
Der Straßenverlauf wird in der Regel von Nord nach Süd und von West nach Ost angegeben.
| Nr.     | Verlauf |
| ------- | --- |
| K 7101  | in Eichwege – Jerischke – Zelz – Bahren – /L 49 |
| K 7102  | Flugplatz Preschen – (keine Autobahnauffahrt) |
| K 7103  | in Tschernitz – Klein Düben – Landesgrenze – (Sachsen) |
| K 7104  | – Lieskau – |
| K 7105  | L 47 in Muckrow – Groß Luja – L 48 – Türkendorf – Bloischdorf – in Graustein                                                                               |
| K 7106  | K 7107 in Klein Loitz – Reuthen – |
| K 7107  | L 48 in Wadelsdorf – Klein Loitz – L 7106 – Bohsdorf – L 482 in Bohsdorf-Vorwerk                                                                           |
| K 7108  | K 7109 in Jethe – L 481 in Gahry – Trebendorf – Mattendorf – L 48                                                                                          |
| K 7109  | K 7108 in Jethe – Simmersdorf – Groß Schacksdorf – in Forst (Lausitz)                                                                                      |
| K 7110  | L 49 in Dubrau – Gosda – K 7111 – in Mulknitz |
| K 7111  | L 47/L 49 in Kathlow – Klinge – K 7110 in Gosda |
| K 7112  | L 48 in Roggosen – K 7113 – Komptendorf – L 47 – Drieschnitz-Kahsel – L 47                                                                                 |
| K 7113  | (Cottbus) – Kreisgrenze – Frauendorf – Koppatz – K 7114 – K 7112 in Roggosen                                                                               |
| K 7114  | (Cottbus) – Kreisgrenze – Koppatz – K 7113 – L 472 in Neuhausen/Spree                                                                                      |
| K 7116  | in Döbern – Gosda II – Preschen |
| K 7117  | in Schwarze Pumpe – Landesgrenze – (K 9214 im Landkreis Bautzen, Sachsen) – Landesgrenze – K 7163n – Landesgrenze – (K 9214 im Landkreis Bautzen, Sachsen) |
| K 7118  | in Schwarze Pumpe – Terpe – K 7119 – K 7122 |
| K 7119  | K 7118 in Terpe – |
| K 7120  | L 522 in Karlsfeld – Landesgrenze – (Sachsen) |
| K 7121  | (K 6614 im Landkreis Oberspreewald-Lausitz) – Kreisgrenze – L 522 in Proschim                                                                              |
| K 7122  | K 7118 in Terpe – in Terpe |
| K 7123  | L 52 in Drebkau – Raakow – Steinitz – Tagebau Welzow-Süd                                                                                                   |
| K 7125  | K 7126 in Siewisch – Laubst – /K 7150 – Löschen – L 521 in Auras                                                                                           |
| K 7126  | /L 521 in Schorbus – Leuthen – Koschendorf – Siewisch – K 7125 – L 52 in Golschow                                                                          |
| K 7129  | L 49/L 50 in Kolkwitz – Bunker Kolkwitz |
| K 7130  | L 50 – Zahsow – K 7131 – Kreisgrenze – (Cottbus) |
| K 7131  | L 54 in Müschen – Babow – K 7133 – Milkersdorf – K 7132 – Kunersdorf – L 512 – Dahlitz – Kolkwitz – L 50 – K 7130                                          |
| K 7132  | K 7131 in Milkersdorf – Krieschow – L 49 – Wiesendorf – Brodtkowitz                                                                                        |
| K 7133  | (K 6627 im Landkreis Oberspreewald-Lausitz) – Kreisgrenze – L 7131 in Babow                                                                                |
| K 7134  | Brahmow – L 7131 |
| K 7135  | – Grötsch |
| K 7136  | Bärenbrück – |
| K 7137  | (Cottbus) – Kreisgrenze – – L 473 in Maust |
| K 7138  | L 50 in Drachhausen – Drehnow – in Turnow |
| K 7139  | L 502 – Radewiese – L 474 in Heinersbrück |
| K 7141  | L 502 – Drewitz |
| K 7143  | Teerofen am Großsee – L 50 |
| K 7145  | Krayne – L 46 |
| K 7146  | Groß Drewitz – L 46 |
| K 7147  | L 46 in Sembten – in Groß Breesen |
| K 7148  | in Guben – Schlagsdorf – |
| K 7150  | K 7125 in Drebkau – L 52 in Drebkau |
| K 7162  | in Schwarze Pumpe - K 7117 - K 7163n - |
| K 7163n | K 7162 in Schwarze Pumpe - K 7117 |